# Papirus Oxyrhynchus 1786

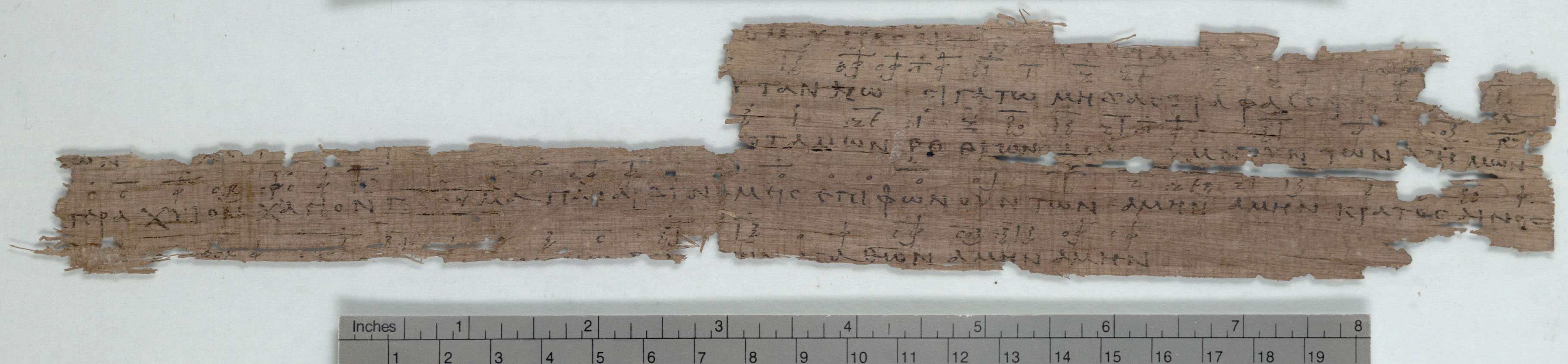
Papirus Oxyrhynchus 1786

Papirus Oxyrhynchus 1786 oznaczany jako P.Oxy.XV 1786 – rękopis zawierający najstarszy znany fragment chrześcijańskiego hymnu napisany w języku greckim zawierający słowa oraz adnotacje muzyczne. Papirus ten został odkryty przez Bernarda Grenfella i Arthura Hunta w 1918 roku w Oksyrynchos. Fragment jest datowany na koniec III wiek n.e. Przechowywany jest w Papyrology Rooms, Sackler Library w Oksfordzie (P.Oxy.XV 1785). Tekst został opublikowany przez Hunta w 1922 roku.
Manuskrypt został napisany na papirusie w formie zwoju. Rozmiary zachowanego fragmentu wynoszą 29,6 na 5 cm.

## Tekst grecki
[brak 31 liter] ομου πσαι τε θεου λογιμοι α.[..].[..]αρ [....
[brak 28 liter] ?πρ]υτανηω σιγατω μηδ᾽ αστρα φαεσφορα λ[ειπ]ε
[σ]θον[.].λει[.....]ρ[.............]ποταμων ροθιων πασαι υμνουν των δ᾽ ημων
[π]ατερα Χ᾽ υιον Χ᾽ αγιον πνευμα πασαι δυναμεις επιφοωνουντον αμην αμην κρατος αινος
[...............]δ[ωτ]η[ρι] μονω παντων αγαθον αμην αμην